# Bulgaria (Schiff, 1898)
Die 1898 in Dienst gestellte Bulgaria  der Hamburg-Amerikanische Packetfahrt-Actien-Gesellschaft (HAPAG) war das erste in Deutschland gebaute Schiff der B-Dampfer der Hamburger Reederei. Sie wurde bei Blohm & Voss in Hamburg nach den Plänen von Harland & Wolff erstellt und kam unmittelbar nach dem Typschiff Brasilia auf der Linie von Hamburg nach New York zum Einsatz.
Aufsehen erregte die Bulgaria, als sie im Februar 1899 für 14 Tage auf dem Nordatlantik vermisst wurde. Die B-Dampfer wurden für eine Vielzahl von Aufgaben herangezogen, so dass die Bulgaria auch Baltimore und Boston anlief und 1907 auch kurzzeitig auf der Mittelmeerroute nach New York eingesetzt wurde. Im Wettbewerb gegen britische Schiffslinien  wurde sie und ihr Schwesterschiff Batavia 1913 unter österreichischer Flagge als Canada und Polonia von Triest aus auf der Südroute über den Nordatlantik in Fahrt gebracht.
Bei Kriegsbeginn wurde die Bulgaria in Baltimore aufgelegt, 1917 von den USA beschlagnahmt und als Transporter Hercules eingesetzt. Nach Kriegsende wurde das Schiff den USA als Kriegsbeute zugewiesen und war zeitweise als Philippines im Dienst der United States Navy. 1924 wurde die ehemalige Bulgaria in New York abgebrochen.

## Im Dienst der HAPAG
Die am 5. Februar 1898  bei Blohm & Voss vom Stapel gelaufene Bulgaria wurde am 4. April 1898 als zweiter der B-Dampfer der HAPAG übergeben. Die wie die vorangehenden kleinen und großen P-Dampfer von Harland & Wolff konstruierten Schiffe wurden in Deutschland nachgebaut. Die Konstruktionswerft in Belfast baute mit dem Typschiff Brasilia und der Belgia zwei Schiffe dieses Typs, von denen letztere schon vor Fertigstellung 1899 weiterverkauft wurde und auch die Brasilia nach 20 Monaten Dienstzeit an die Bauwerft zum Weiterverkauf zurückging. Nur die drei 1899 in Dienst gekommenen Nachbauten von Blohm & Voss (Bulgaria, Batavia und bis Mai 1905 Belgravia) verblieben im Dienst der Hamburger Reederei.
Die Bulgaria trat am 10. April 1898 ihre Jungfernfahrt aus Hamburg über Halifax nach New York an. Die B-Dampfer waren eine verkürzte und verkleinerte Ausführung der vorangegangenen großen P-Dampfer mit nur zwei Masten. Sie verfügten nur über Kabinenplätze II. Klasse und eine große Zwischendeckseinrichtung. Die Nutzung als große Frachtschiffe wurde auf ihnen stärker betont.

### Die Sturmfahrt derBulgaria
Bei der 7. Rückfahrt ab dem 28. Januar 1899 aus New York geriet die Bulgaria in einen Orkan, der ihre Luken beschädigte und die Ruderanlage zerbrach. Das Schiff hatte 5000 t Getreide, 109 Pferde in Boxen auf dem Oberdeck und 28 Zwischendeckspassagiere an Bord. Ab dem 2. Februar trieb die Bulgaria unsteuerbar im Sturm. Die Pferde auf dem Oberdeck stürzten in ihren Boxen, verletzten sich und zerbrachen die Boxen und mussten alle getötet werden. Die fachlich korrekt gestaute Getreideladung verrutschte und verursachte mit durch Lüfter und eingeschlagenen Luken eintretendem Wasser eine zunehmende Schlagseite. Dazu wurden durch die Gewalt der See die meisten Rettungsboote der Backbordseite zerstört. Am 5. Februar ließ der Kapitän Notraketen abschießen, auf die drei Schiffe reagierten. Die britischen Vittoria, Koordistan und der Tanker Weehawken setzten Boote aus, um Menschen von der hilflosen Bulgaria zu übernehmen, die selbst zwei Boote zu Wasser brachte, von denen eins sofort abtrieb. Drei Frauen, acht Kinder und sieben Männer sowie eine Bootsbesatzung wurden von der Weehawken übernommen, vier Seeleute des abgetriebenen Bootes der Bulgaria konnte die Vittoria retten. Bei Einbruch der Dunkelheit brachen die Retter ihre Maßnahmen ab, die zwar Boote verloren hatten, aber keine Seeleute. Am folgenden Morgen war ein Abschleppversuch geplant, aber die Bulgaria war verschwunden. Die britischen Schiffe gingen davon aus, dass sie in der Nacht gesunken sei und setzten ihre Fahrten fort. Die Weehawken landete ihre Schiffbrüchigen am 12. Februar in Ponta Delgada, die vier Mann auf der  Vittoria erreichten am 23. Baltimore und führten zur Überzeugung, die Bulgaria sei gesunken.
Die Bulgaria war aber nur abgetrieben worden. Als der Sturm am 9. Februar abflaute, konnte man sich von den Tierkadavern an Deck befreien und dem Schiff einen anderen Kurs geben, ohne richtig steuern zu können. Die Maschinenanlage und die Pumpen waren noch intakt. Am 14. Februar traf man auf den britischen Frachter Antillian, den man um Schlepphilfe bat, was aber immer wieder misslang. In der Hoffnung, ein Notruder anbringen zu können, entließ man das britische Schiff und behielt auch die verbliebenen Passagiere an Bord. Erst am 21. Februar war dann das Notruder befestigt und das Schiff konnte wieder gesteuert werden. Am 24. Februar lief die Bulgaria dann in Ponta Delgada, Azoren, ein. Nach Reparatur des Rudergeschirrs konnte sie mit eigener Kraft ihre Fahrt fortsetzen und wurde beim Einlaufen in Plymouth und Hamburg gefeiert, wo der Kaiser den kommandierenden Admiral der Kaiserlichen Marine, Admiral Koester, das Schiff begrüßen ließ. Im Anschluss wurde 84 Mal eine Bronze-Münze mit Aufschrift „Der tapferen Besatzung der Bulgaria“ geprägt, die jedem Besatzungsmitglied überreicht wurde. Während der Sturmfahrt starb ein Kleinkind und ein Matrose ging unbemerkt über Bord. Das Hamburger Seeamt entschied, dass Ursache die unzureichende Stärke des Ruders sei, da die Konstrukteure erst Erfahrungen mit den sprunghaft gestiegenen Schiffsgrößen machen müssten. So hatte es schon hinsichtlich eines Ruderschadens der Pretoria am 3. Februar im selben Orkan entschieden. Mangelnde Festigkeit trat aber nicht nur bei der Übernahme von Konstruktionen der Werft Harland & Wolff auf, wie Blohm & Voss bei der im  Mai 1900 an die Holland-America Line ausgelieferten Potsdam teuer erfahren musste, die nach ihrer Jungfernfahrt umfangreich nachgebessert werden musste. Die Hamburger Werft reparierte auch die vom Stettiner Vulcan gebauten Schnelldampfer Kaiser Wilhelm der Große und Deutschland, denen beiden der Achtersteven brach und ersetzt werden musste.
Bis 1901 war New York der Hauptzielhafen in den USA, dann lief das Schiff auch häufig nach Boston oder Baltimore. 1904/1905 wurde die Bulgaria als Frachter zur Kohlenversorgung des 2. Pazifischen Geschwaders der russischen Flotte auf dem Weg nach Ostasien eingesetzt und lief Tanjung Priok, den Hafen Batavias an.

### Mittelmeerdienst unter zwei Flaggen
Nach dem Einsatz als Kohlenfrachter wurde das Schiff auf der Bauwerft umgebaut. Die Einrichtung für Kabinenpassagiere wurde entfernt und es blieb nur noch die Möglichkeit, bis zu 2741 Passagiere im Zwischendeck zu befördern. Eine neue Vermessung ergab nun 11.494 BRT.
Der Ersteinsatz des renovierten Schiffes erfolgte im März und Mai 1906 auf der Strecke von Neapel nach New York, wo die Bulgaria 2.651 bzw. 2.729 Passagiere anlandete. 1907 folgte vier weitere Fahrten der Bulgaria auf der Mittelmeerroute in die Staaten, von denen die beiden ersten eine ähnlich gute Auslastung hatten. Im April und Mai 1909 wurde das Schiff dann nochmals auf der Route vom Mittelmeer nach New York eingesetzt.

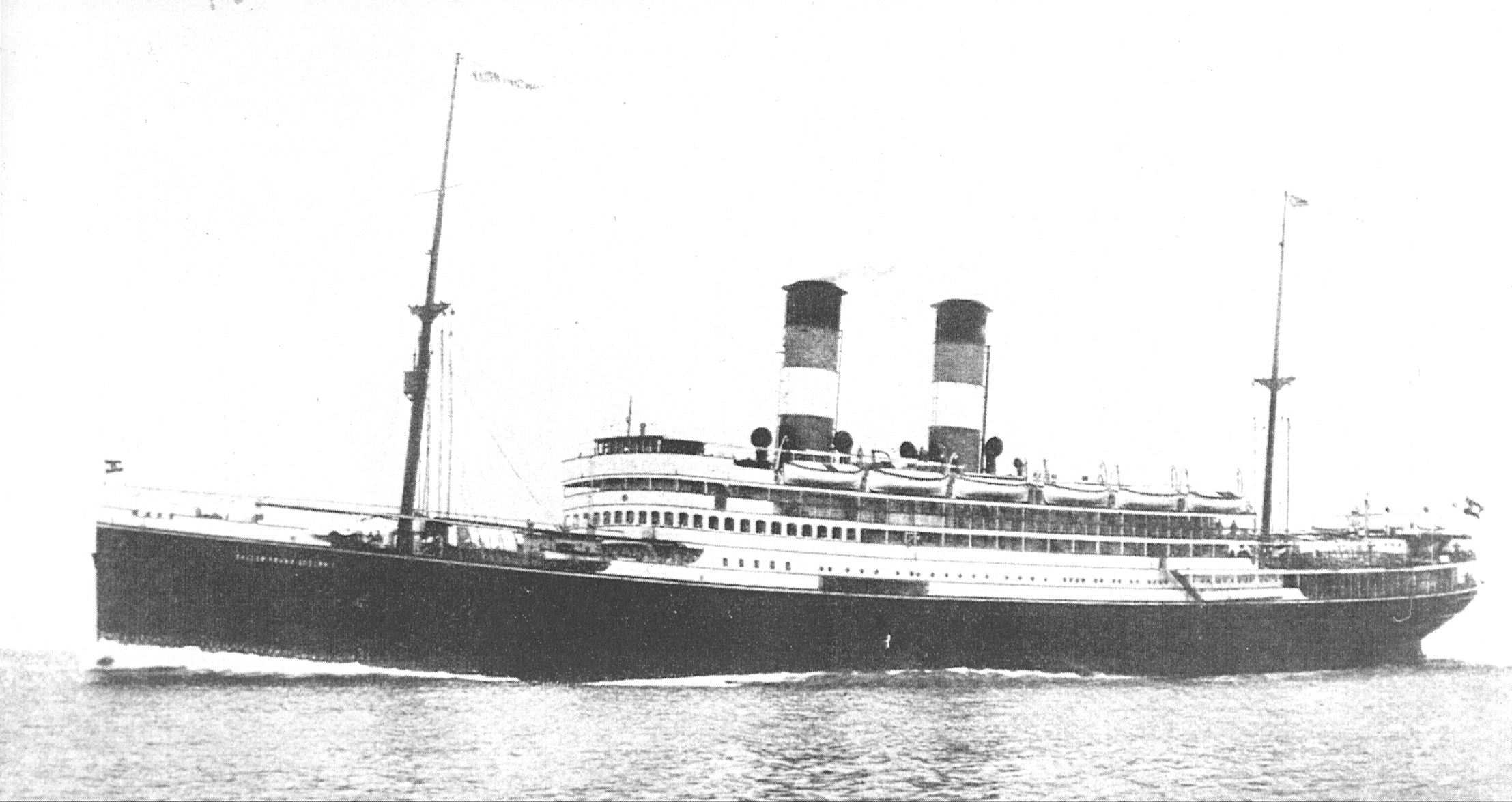
Die Kaiser Franz Joseph I., das Flaggschiff der Austro-Americana

Im Zuge des Kampfes mit britischen Reedereien um die Marktanteile an der Passagierbeförderung wurde die Bulgaria mit ihrem Schwesterschiff Batavia 1913 an die Union Austriaca di Navigazione in Triest verkauft. Der Verkauf erfolgte wohl nur in den Büchern, da an der österreichischen Gesellschaft die Hapag und der NDL beteiligt waren. Die Austriaca brachte die beiden B-Dampfer unter österreichischer Flagge im April 1913 als Canada und Polonia von Triest aus auf der Südroute über den Nordatlantik nach New York und nach Kanada in Fahrt, um der Tochtergesellschaft CP Ships der Canadian Pacific Railway Konkurrenz zu machen. Die auf Auswanderer spezialisierte Reederei versuchte, durch Abfahrten aus Triest einen höheren Anteil an ost- und mitteleuropäischen Auswanderern zu gewinnen. Die kanadische Gesellschaft setzte die 7.550 BRT großen Lake Erie und Lake Champlain  unter den neuen Namen Tyrolia und Ruthenia ab März 1913 ein. Nach der jeweils sechsten Abfahrt im Januar und Februar 1914 zogen sich die Kanadier wieder zurück. Die  Bulgaria und Batavia hatten Fahrten nach New York und je zwei Fahrten nach Quebec durchgeführt, hatten aber schon vor Ende des Jahres 1913 unter ihren alten Namen den Dienst bei der Hapag wieder aufgenommen.
Bei Ausbruch des Ersten Weltkriegs befand sich die Bulgaria  in Baltimore, während ihr Schwesterschiff Batavia sich in Hamburg aufhielt. Sie wurde für das deutsche Landungsunternehmen gegen die baltischen Inseln 1917 als Truppentransporter genutzt.

## Amerikanischer Truppentransporter

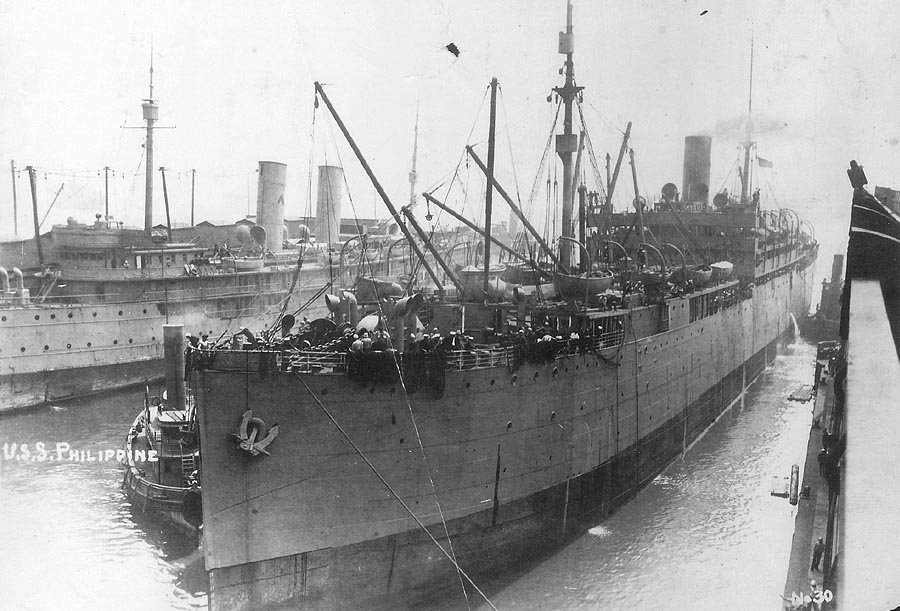
Die Philippines

Die in Baltimore liegende Bulgaria wurde am 6. April 1917 von den US-Behörden beschlagnahmt. Unter dem Namen Hercules wurde sie von der US Army zum Transport von Gütern und Tieren eingesetzt. Nach dem Kriegsende übernahm die US Navy am 1. Mai 1919 in Hoboken (New Jersey) das in Philippines (Kennung: ID 1677) umbenannte Schiff, um es für den Rücktransport amerikanischer Soldaten in die Heimat einzusetzen. Insgesamt machte die Philippines zwei Rückführungsfahrten und brachte 4.165 Soldaten zurück in die Staaten, um dann am 23. Oktober 1919 außer Dienst gestellt zu und dem US Shipping Board wieder übergeben zu werden.

## Schicksal
Am 23. Oktober 1919 wurde das Schiff aus dem Dienst der US Navy wieder entlassen und im Hudson River aufgelegt, wie viele andere Schiffe, die dem US Shipping Board gehörten. Die unzureichende Bewachung der Schiffe führte zum Diebstahl vieler wertvoller Teile. 1924 wurde die ehemalige Bulgaria  dann in Perth Amboy, New Jersey, abgewrackt.

## Die Schwesterschiffe derBulgaria

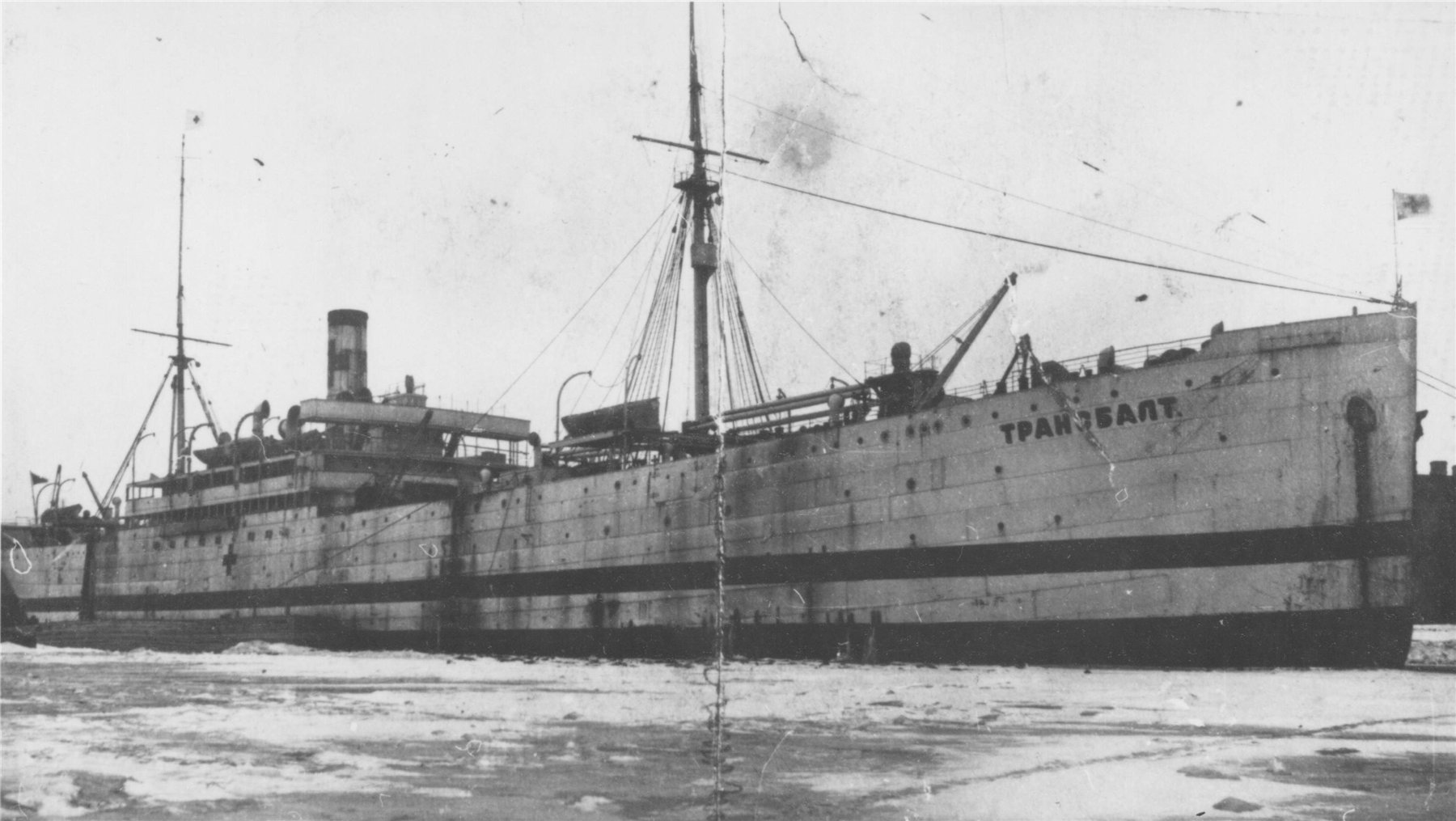
Die Transbalt ex Belgravia als Lazarettschiff 1920

| Stapellauf in Dienst  | Name      | Tonnage   | Werft                      | Schicksal |
| --------------------- | --------- | --------- | -------------------------- | --- |
| 27.11.1897 20.03.1898 | Brasilia  | 10336 BRT | Harland & Wolff BauNr. 318 | Februar 1899 zurück an Bauwerft, April 1899 an Dominion Line als Norseman (II), 22. Januar 1916 vor griechischer Küste durch U 39 torpediert und auf Strand gesetzt, 1920 verschrottet |
| 11.03.1899 25.05.1899 | Batavia   | 10178 BRT | Blohm & Voss BauNr. 132    | 27. Juli 1900 als Truppentransporter mit 2307 Mann und Material nach China (bei ihrer Verabschiedung hielt Kaiser Wilhelm II. die sog. Hunnenrede), dann ähnliche Dienste wie Bulgaria, 1913 als Polonia im Triest-Kanada Dienst, 1914 in Hamburg aufgelegt, 1917 als größter Transporter bei der Landung auf Oesel im Einsatz, nach Kriegsende Gefangenentransportschiff, Februar 1919 an Frankreich, 1924 abgebrochen                                                         |
| 11.05.1899 25.07.1899 | Belgravia | 10155 BRT | Blohm & Voss BauNr. 133    | ähnliche Dienste wie Bulgaria, 31. Mai 1905 nach Russland verkauft als Riga, ab 1906 Heimathafen Odessa, 1920 umbenannt in Transbalt (Lazarettschiff), ab 1924 Frachter mit Wladiwostok als Heimathafen, auf einer Fahrt von Seattle nach Wladiwostok mit Passagieren und 9800 ts Ladung am 13. Juni 1945 durch das amerikanische U-Boot USS Spadefish irrtümlich in der La-Pérouse-Straße versenkt, von 1906 bis zur Versenkung das größte russische/sowjetische Handelsschiff |
| 5.10.1899 .12.1899    | Belgia    | 11585 BRT | Harland & Wolff BauNr. 327 | vor Fertigstellung verkauft, als Frachter Michigan für Atlantic Transport Line in Dienst, 1900 an Dominion Line als Irishman (II), 1921 an Leyland Line, 1925 in den Niederlanden verschrottet |